# Кабошьенский ордонанс
Кабошьенский ордонанс (фр. ordonnance cabochienne) — французский королевский указ Карла VI в 1413 году.
Бедствия во Франции в конце XIV и начале XV веков вызвали новое политическое движение, в котором, как и в 1357—1358 годах, главную роль играл Париж, на этот раз под руководством цеха мясников и их челяди. После восстания под предводительством Симона Кабоша, названный его именем ордонанс был представлен дофину (Людовику Гиеньскому) с требованием целого ряда административных, судебных и финансовых реформ. Это требование не было поддержано более значительными силами, и ордонанс так и остался простой программой. Был аннулирован 5 сентября 1413 года.